# Agatówka (gmina Trzydnik Duży)
Agatówka – wieś w Polsce położona w województwie lubelskim, w powiecie kraśnickim, w gminie Trzydnik Duży.
W latach 1975–1998 miejscowość administracyjnie należała do województwa tarnobrzeskiego.
Wieś jest sołectwem gminy Trzydnik Duży. Według Narodowego Spisu Powszechnego (III 2011 r.) wieś liczyła 142 mieszkańców. 